# Municipio de Cherry (Minnesota)
El municipio de Cherry (en inglés: Cherry Township) es un municipio ubicado en el condado de St. Louis en el estado estadounidense de Minnesota. En el año 2010 tenía una población de 860 habitantes y una densidad poblacional de 9,9 personas por km².

## Geografía
El municipio de Cherry se encuentra ubicado en las coordenadas 47°24′27″N 92°44′40″O / 47.40750, -92.74444. Según la Oficina del Censo de los Estados Unidos, el municipio tiene una superficie total de 86.86 km², de la cual 85,42 km² corresponden a tierra firme y (1,66 %) 1,44 km² es agua.

## Demografía
Según el censo de 2010, había 860 personas residiendo en el municipio de Cherry. La densidad de población era de 9,9 hab./km². De los 860 habitantes, el municipio de Cherry estaba compuesto por el 97,44 % blancos, el 0,12 % eran afroamericanos, el 0,23 % eran amerindios, el 0,47 % eran asiáticos, el 0,12 % eran de otras razas y el 1,63 % eran de una mezcla de razas. Del total de la población el 1,4 % eran hispanos o latinos de cualquier raza.